# 열상 카메라

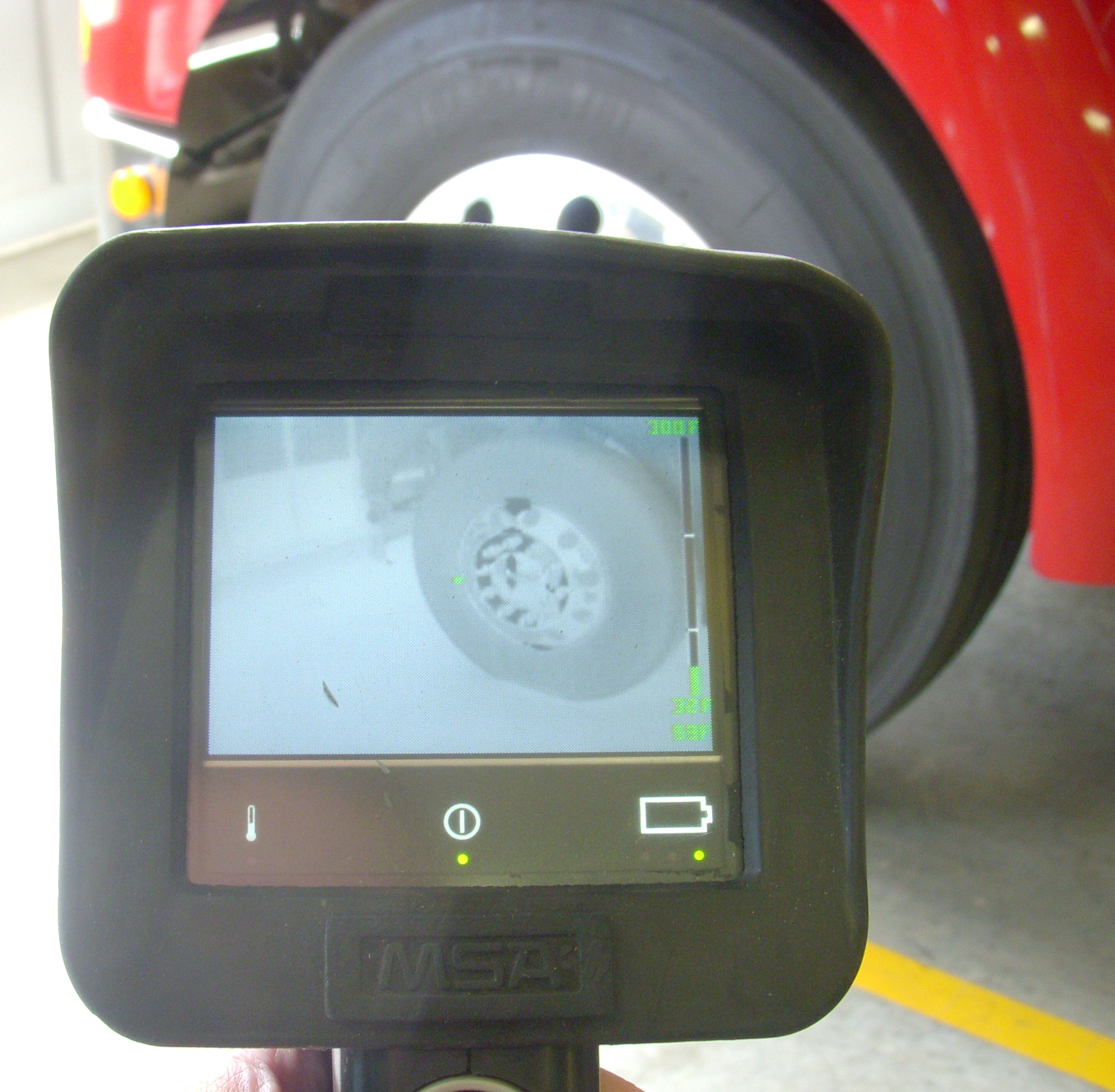
열상 카메라를 통해 본 트럭의 모습

열상 카메라(Thermal imaging camera, TIC)는 소방에 사용되는 열화상 카메라의 한 유형이다. 이러한 카메라는 적외선 복사를 가시광선으로 렌더링함으로써 소방관이 연기, 어둠 또는 열 투과 장벽을 통해 열 영역을 볼 수 있도록 해준다. 열상 카메라는 일반적으로 휴대용이지만 헬멧, SCBA 등 다른 장비와 통합될 수도 있다. 이 제품은 내열 및 방수 하우징을 사용하여 제작되었으며 소방 작업의 위험을 견딜 수 있도록 견고하게 제작되었으며 종종 소방 서비스용 열상 장비 표준인 NFPA 1801의 요구 사항을 충족한다.
열상 카메라는 고가의 장비이지만 2001년 9·11 테러 이후 정부 장비 보조금의 가용성이 높아짐에 따라 미국 소방관들의 인기와 채택이 눈에 띄게 증가하고 있다. 열상 카메라는 체온을 포착하며 일반적으로 구조자가 찾을 수 없는 곳에 사람들이 갇혀 있는 경우에 사용된다.

## 같이 보기
- 불꽃감지기
- 야간 투시경